# 黑神话：悟空
《黑神话：悟空》是一款由游戏科学开发和发行的动作角色扮演游戏，被新华社称为中国首款“3A游戏”，游戏于2024年8月20日登入Windows（Steam、Epic Games、WeGame）及PlayStation 5平台，2025年8月20日登录Xbox Series X/S平台。
游戏内容改编自中国四大名著之一的《西游记》，在正式发布前，游戏已获得业界媒体与评论家们的普遍好评，称赞其在战斗系统、视觉设计以及世界观方面的构建。游戏上线后迅速登顶多个平台的销量榜首，官方宣布首发3天内全球销量超过1000万份，发售后一个月内全球销量超过2000万份，成为有史以来销售速度最快的游戏之一。

## 玩法
《黑神话：悟空》是一款动作角色扮演游戏，采用单人模式和第三人称视角。尽管在游戏发布前因為本作借鑒了不少魂类遊戲要素，曾有人讨论其是否属于魂类游戏，但其开发商游戏科学并不认为它属于这一类型，许多评论者也认为该游戏并不完全符合“魂类”游戏的定义。
游戏的设计灵感源于中国四大名著之一——古典神魔小說《西游记》，玩家将操控一位名为“天命人”的花果山灵明石猴。主角的主要武器是如意金箍棒等棍棒类与长枪的武器，能在战斗中伸缩自如。游戏的战斗系统包括三种主要棍法：劈棍、戳棍和立棍，为战斗提供多样化选择。战斗还涉及资源管理，玩家可以积累气力值，用于连招或蓄力重击。冲刺、闪避和攻击都会消耗气力值。
除了物理战斗，玩家还可以使用“法术”、“身法”、“毫毛”和“变化”等四类法术。这些法术有冷却时间并消耗法力值。各类法术按技能可再细分，例如：“定身”法术可以在短时间内定住敌人；“聚形散气”身法可散气遁走并留下假身，聚形时可再行突袭，造成更高的伤害；“身外身法”的毫毛法术能召唤多个分身协助战斗，而各种变化法术允许主角变形为不同的游戏内角色，（共有十个）并拥有独特的招式和生命值。此外，玩家可以通过击败强大的敌人获得“精魄”技能，这些技能类似于一次性的变身，例如，“幽魂”精魄可以让玩家进行头锤攻击。
游戏的进程大多是线性的，亦有较为宽阔的区域供玩家探索。玩家会遇到各种妖怪和头目作为敌人。少时会与妖王对战。玩家的检查点是世界各地的神龛（土地庙）。游戏地图无法由玩家调整，但会随游戏进展而变化。
此外，游戏也支持多周目模式，为玩家提供“再入轮回”的玩法和彩蛋。例如，进入二周目可以解锁“救命”的毫毛法术，在战斗中死亡可以立即复活，且不损耗法力，加入盛酒量等等三周目怪物变强；四周目敌人强度大幅提升，并触发大圣五段棍势彩蛋等。一至六周目游戏难度（敌人伤害）逐渐提升，第七周目起游戏难度不再变化。

## 情节

### 设定

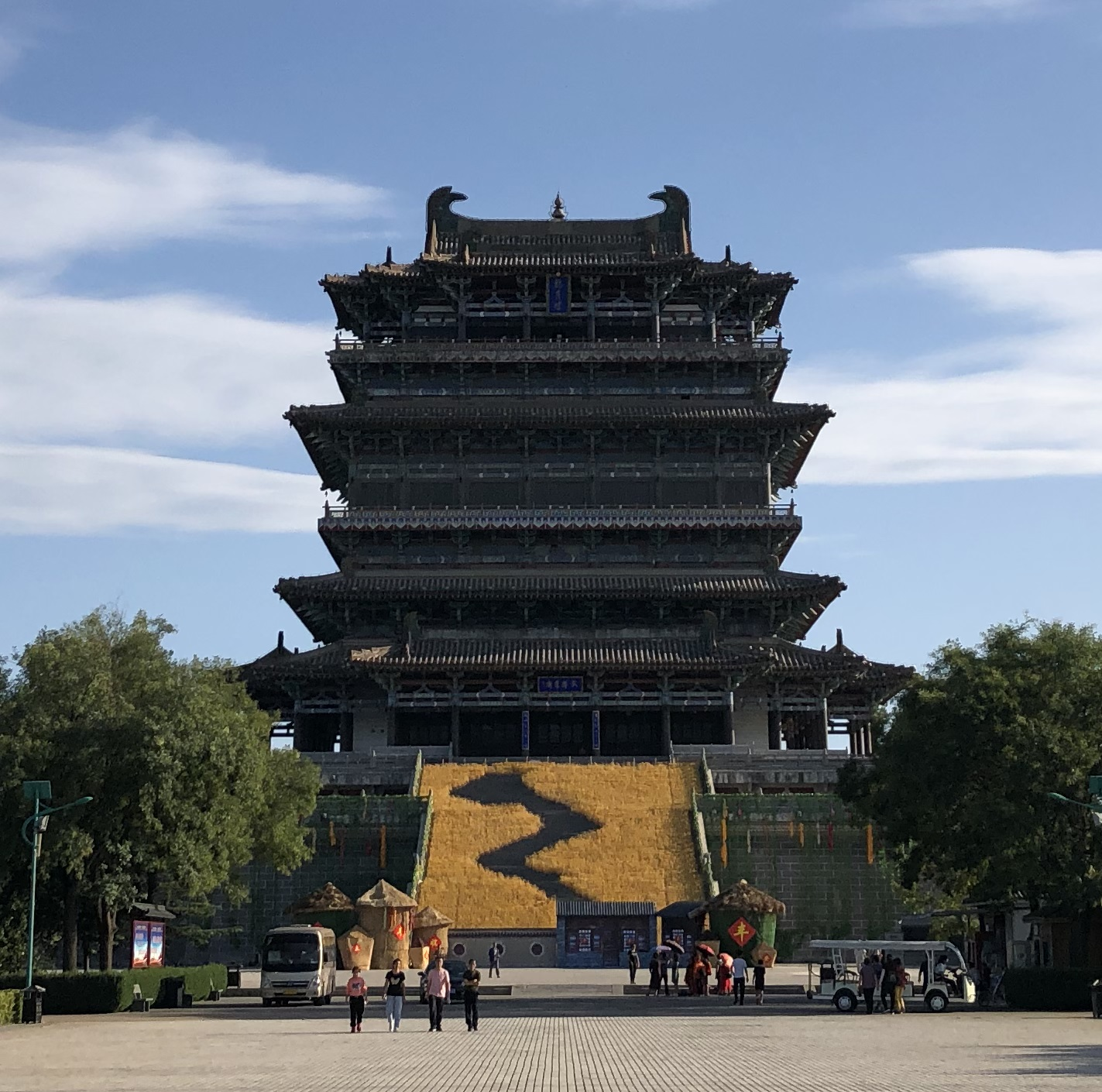
鹳雀楼是游戏中的地标之一

《黑神话：悟空》的故事可分为六个章节，名为“火照黑云”、（黑风山）“风起黄昏”、（黄风岭）“夜生白露”、（小西天）“曲度紫鸳”、（盘丝岭）“日落红尘”（火焰山）和“未竟”，（花果山）并且拥有两个结局，玩家的选择和经历将影响最终的结局。
每个章节结尾，附有二维和三维的动画过场，展示和探索《黑神话：悟空》中的叙事和主题元素。
游戏的设定融合了中國的文化和自然地标。例如重慶的大足石刻、山西省的小西天、南禅寺、铁佛寺、广胜寺和鹳雀楼等，都在游戏中出现。游戏也融入了佛教和道教的哲学元素。

### 故事

#### 前序
《黑神话：悟空》的故事情节发生在《西游记》故事之后。在老猴子的说书故事中，据传孙悟空成佛后依旧不愿受到拘束，待唐僧东归后便辞去佛位，欲回到花果山逍遥快活，未料遭到天庭猜忌，二郎神、四大天王、巨灵神率领天兵天将再次杀奔花果山。就在孙悟空与二郎神激战时，本已消失的紧箍咒却再次出现，孙悟空不敌二郎神，就此殒命，肉身残躯化为石卵，魂魄分为六件根器，名为六根，隐藏世间。多年后，玩家扮演的花果山“天命人”踏上了寻找遗失根器、解救和复活孙悟空的旅程。

#### 寻找根器
“天命人”前往黑风山寻找根器，得到土地公的帮助，来到火后重建的观音禅院。与各个妖王和头目决斗后，天命人最后在黑风山山顶的宝塔上击败黑熊精，找回孙悟空的第一件根器“眼看喜”。但黑熊精之后透露自己是被天庭逼迫参与谋害孙悟空，他向天命人表达歉意，并自愿回到观音禅院赎罪。
接着，天命人穿越荒凉的黄风岭，期间无头僧边说书边弹三弦琴，提供帮助。天命人击杀黄风大圣，黄风大圣利用灵吉菩萨的头颅封存了孙悟空第二件根器“耳听怒”。无头僧在重新接回自己的头颅后，天命人这才发现他其实就是灵吉菩萨。灵吉为了表示感谢，将根器亲手交给了天命人。
天命人继续前往寒冷的小西天，擒杀投靠黄眉的亢金龙，解救被亢金龙囚禁的猪八戒，两人合力击败黄眉，黃眉逃至结冰的湖面，因冰破而墜入湖里。原本打算亲自收服黄眉的弥勒菩萨，将被偷走的孙悟空第三件根器“鼻嗅爱”，从湖中捞出并交给天命人。
接下来，天命人和猪八戒前往盘丝岭的盘丝洞。猪八戒被蜘蛛精抓获，百眼魔君计划利用蜘蛛精的母亲紫蛛儿与猪八戒结婚，然后将其吞食，从而引出天命人一网打尽，但因紫蛛儿和猪八戒情缘未了，迟迟未能动手。天命人赶到救出猪八戒，并联合六个蜘蛛精一起杀死百眼魔君，最终获得孙悟空的第四件根器“舌尝思”。
两人来到火焰山，发现红孩儿试图从牛魔王手中偷走第五件根器，得知昔日天庭和四大妖王合谋陷害孙悟空。天庭胜利后瓜分了孙悟空的六根，牛魔王得到了第五件根器。红孩儿为复仇觊觎根器力量，最终被天命人击败。红孩儿的母亲铁扇公主出面为儿子求情，并献上她的芭蕉扇，揭露红孩儿身世悲惨，其实是夜叉部的残余血脉。但红孩儿并不屈服，反而悲愤自杀，随着红孩儿的身躯消散，天命人也因此获得孙悟空的第五件根器“身本忧” 。
在决定结局的可选故事线上，弥勒菩萨于小西天浮屠塔将二郎神杨戬和天命人引导至梅山。天命人与二郎神及四大天王在梅山展开激战。天命人杀死四大天王，并击败杨戬，杨戬的“第三眼”释放出孙悟空的第六件根器“意见欲”或“意现欲”（因“见”与“看”意思相同，某些人愿称其为“意现欲”）交给天命人，并分享他的领悟——原来之前的战斗实际上是让孙悟空通过肉身的死亡，从而让孙悟空找到摆脱束缚的道路。
天命人和猪八戒回到花果山，到达天真顶的石卵后，进入孙悟空执念所化的识海“石中境”。老猴子带领天命人和猪八戒渡过识海，老猴子欺骗天命人和猪八戒，编造谎言说只要集齐孙悟空的六根就能将其复活，但现如今却说孙悟空的第六件根器“意见欲”已经消逝，因为“意根”是每个生命独特的本质，注定会在生命终结时消散，所以孙悟空永远不会回来。这次旅程的真正目的，是要天命人成为替身，继承孙悟空的根本和名号。为了完成轮回，西游重续，天命人必须击败大圣残躯才能完成天命。

#### 结局
最后，天命人与代表孙悟空“执念”的大圣残躯战斗。大圣残躯被击败后逐渐消散，紧箍儿掉入水中。在决战之前如果天命人没有从二郎神那里获得孙悟空的第六件根器，老猴子会将紧箍儿戴在天命人头上，天命人沦为没有孙悟空的“反抗意志”的天庭执行意志的新工具；但如果在决战之前天命人已经获得孙悟空的第六件根器“意见欲”，则六根齐聚，天命人成为新的孙悟空，齐天大圣。老猴子虽然拿起了紧箍儿，但却无法给天命人戴上，天命人因此避免了天庭的束缚。继承了孙悟空的“反抗意志”

## 开发

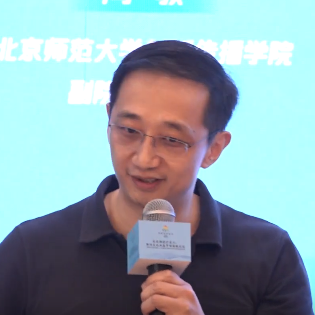
制作人与创意总监冯骥

《黑神话：悟空》由游戏科学于2018年开始开发，于2020年8月20日公布首段实机演示视频。游戏预告片展示基于虚幻引擎4开发的游戏内容，主角在黑风山探索环境，并与各种敌人战斗。发布一天内，预告片在YouTube上获得近200万次观看，在bilibili上则达到1000万次观看。据电子游戏分析师丹尼爾·艾哈邁德（Daniel Ahmad）称，公布此段实机演示的主要目的是开发团队缺人，想通过这段视频吸引人才。最初，开发团队只有7个人，但在游戏预告时，团队人数已增至约30人。
2021年2月8日，开发团队释出了另一支3分钟的演示预告，以庆祝即将到来的农历牛年。2021年8月20日开发团队再次释出一支12分钟的演示预告，由Epic Games研发的虚幻引擎5实机录制。2022年8月20日，开发团队发布一支6分20秒剧情短片，同时由GeForce再次发布一支8分22秒实机演示。
制作人冯骥表示，《黑神话：悟空》是“黑神话系列”的第一部作品，内部的开发代号是“B1”，全称是“Black Myth One”。根据他的构想，黑神话系列将是一个讲述中国东方神话体系里，不同传奇英雄的魔幻历险故事系列。在规划这个系列的第一部作品之后，他对后两部黑神话游戏的名称和方向有一些想法，第二部为“黑神话：钟馗” 钟馗为中国神话中驱散妖魔的神。但第三部尚未公开其内容。遊戲開發成本超過3億人民幣，2023年獲杭州市稅務部2800萬人民幣的扣除優惠。

### 取景

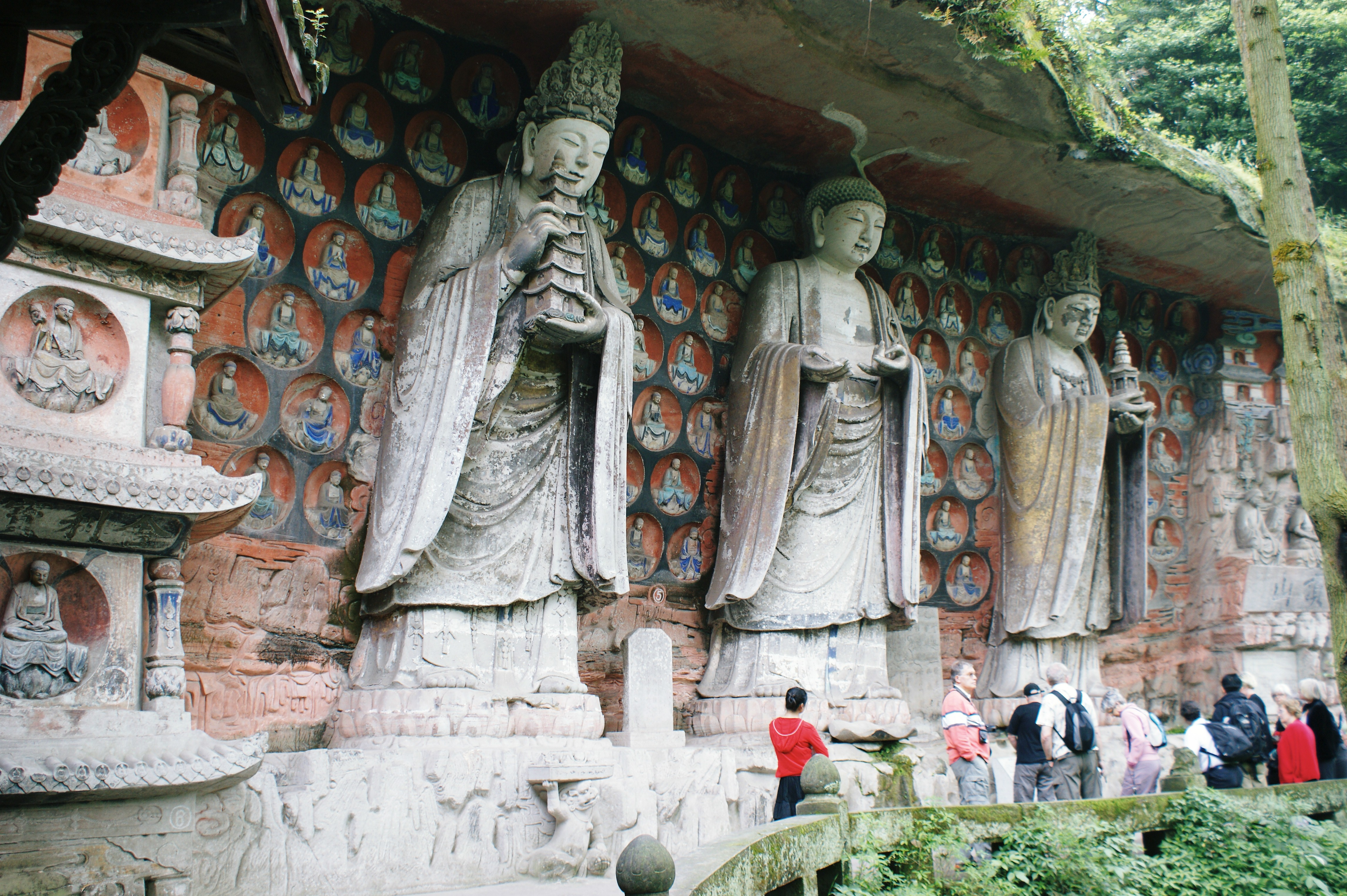
开发团队所扫描的大足石刻雕像。图为宝顶山摩崖造像。

在设计游戏环境时，团队进行实地考察，扫描不同地点的建筑和雕像，并将这些元素复制到游戏中或作为设计的基础。作品中的许多建筑元素取材自现存的中国古代建筑，类型包括寺庙、佛塔、宫殿、城堡、住宅、园林等。
根据已公布的36个取景地名单显示，山西境内的取景地多达27个，包括忻州五台山的南禅寺、佛光寺、南山寺、金阁寺、佑国寺、原平惠济寺；大同的云冈石窟、浑源永安寺、浑源悬空寺、善化寺、华严寺、灵丘觉山寺；运城的解州关帝庙、永济鹳雀楼、新绛福胜寺；临汾的隰县小西天、洪洞广胜寺、尧都铁佛寺；晋城的泽州玉皇庙、高平铁佛寺、陵川西溪二仙庙；长治的潞州观音堂、长子崇庆寺；朔州的崇福寺、应县木塔；晋中平遥的镇国寺和双林寺。
山西省之外，其他的取景地具有浙江丽水景宁的梅氏宗祠、时思寺；重庆的大足石刻；山东长清的灵岩寺塔林；陕西蓝田的水陆庵；福建泉州的开元寺；安徽宿松的白崖寨攀龙门；贵州江口的承恩寺；云南大理的崇圣寺；天津蓟州的独乐寺；四川的安岳石刻、南充醴峰观、新津觀音寺；河北的蔚县玉皇阁、南安寺塔、井陉福庆寺等。

### 演员
《黑神话：悟空》中的主要角色源自《西游记》中的人物，除了天命人扮演孙悟空的角色外，玩家还会遇到其他主要的《西游记》角色诸如猪八戒、杨戬、蜘蛛精、铁扇公主，妖怪等人物。在游戏中，这些主要角色是凭借多位动作捕捉演员和配音演员完成扮演和塑造。身为武术家的演员殷凯，主要饰演主角“天命人”与妖怪战斗时的动作，特别是棍法和法术的技能动作；他除了负责主角的动作外，还饰演游戏中其他60%的角色。
以下是游戏的主要角色及其动捕演员、普通话和英语配音演员，佟心竹担任配音导演。
| 角色               | 动作捕捉演员/脸模 | 普通话配音演员 | 英语配音演员           |
| ------------------ | ----------------- | -------------- | ---------------------- |
| 孙悟空             | 殷凯              | 林强           | Mark Ota               |
| 杨戬               | 王国豪杰          | 张杰           | 安德魯·小路            |
| 老猴子（旁白）     | 无                | 高增志         | Steven Pacey           |
| 袁守诚             | 周正              | 汤水雨         | Ashley Alymann         |
| 无头僧（陕北说书） | 无                | 熊竹英         | 无                     |
| 无头僧             | 无                | 栾立胜         | Kay Eluvian            |
| 黄风大圣           | 无                | 王晨光         | Andrew James Spooner   |
| 灵吉菩萨           | 无                | 李进           | Vincent Lai            |
| 弥勒菩萨           | 无                | 糖小溏         | Molly Harris           |
| 亢金龙（亢金星君） | 张艺上            | 刘校妤         | Millie Hikasa          |
| 猪八戒             | 无                | 唐子晰         | Jack Ayres             |
| 天蓬元帅           | 胡涛              | 无             | 无                     |
| 黄眉大王           | 无                | 张遥函         | Ramon Tikaram          |
| 四妹               | 闫文君            | 邱秋           | Millie Hikasa          |
| 四妹               | 柯金孟            | 邱秋           | Millie Hikasa          |
| 二姐               | 祖拉娅媞·阿不都拉 | 路熙然         | Megan Richards         |
| 紫蛛儿             | 无                | 林美玉         | Melody Chikakane Brown |
| 红依               | 无                | 朔小兔         | Hanako Footman         |
| 萍萍               | 钱思怡            | 佟心竹         | Leader Looi            |
| 铁扇公主           | 王人可            | 张艾           | Arina Ii               |
| 铁扇公主           | 紫娅              | 张艾           | Arina Ii               |
| 寅虎               |                   |                | 詹姆斯·亚历山大        |
| 毒敌大王           |                   |                | 詹姆斯·亚历山大        |

### 配乐

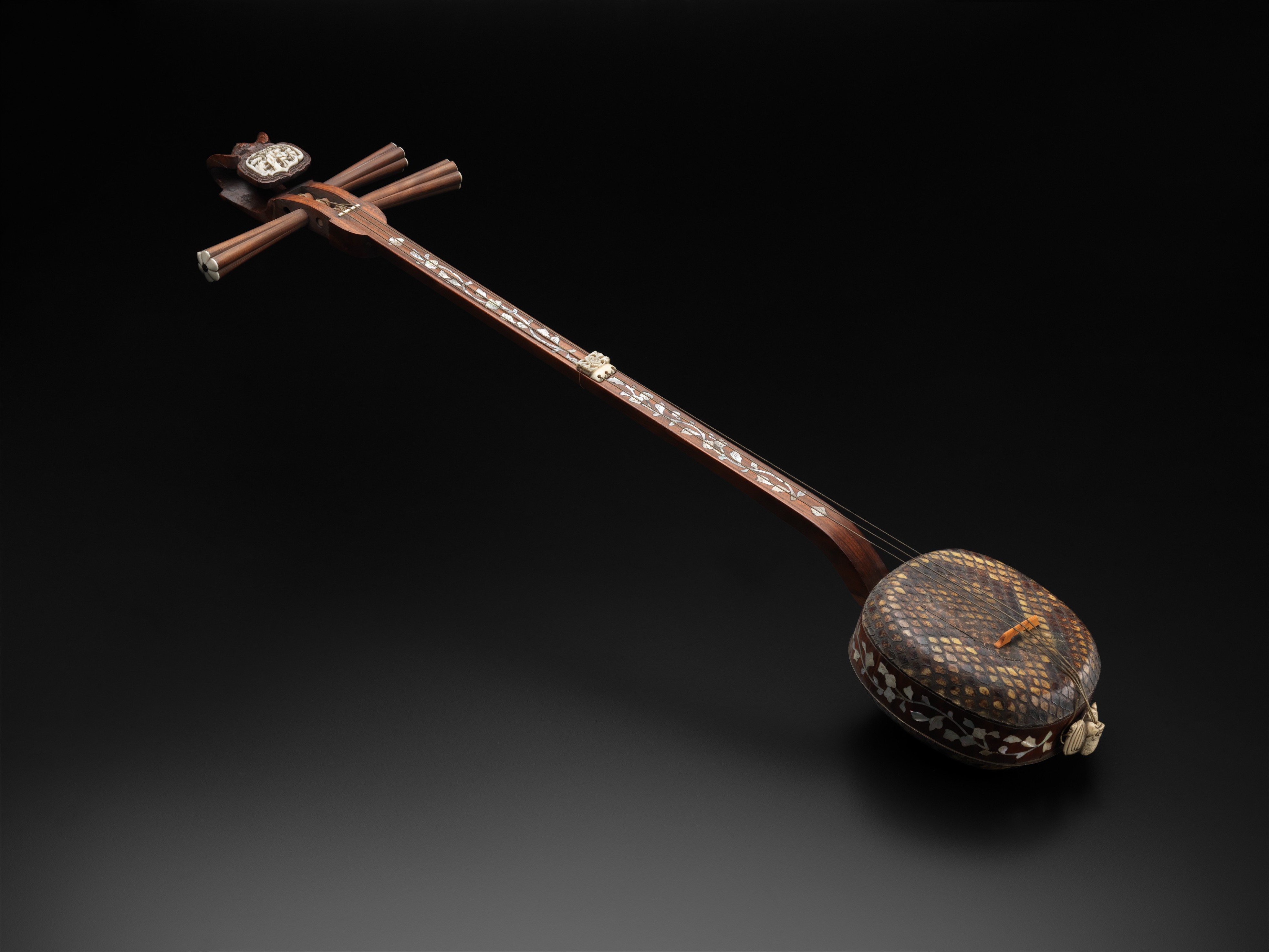
艺人熊竹英使用三弦乐器为无头僧表演陕北说书。

该作的配乐获得电视剧《西游记》片头曲《云宫迅音》的授权，此曲由作曲家许镜清在1986年制作。此外，作品还使用了该剧片尾曲《敢问路在何方》作为游戏“坏结局”第一次通關後的片尾曲，该版本由杨洪基和杨恩硕演唱。
游戏的音乐、音效和语音由八零八二音频工作室（简称8082Audio）联合制作。

## 发行
2023年1月，官方发布兔年贺岁短片，公布游戏的发布日期为2024年夏。开发团队致力于将游戏发布于PC与主流游戏主机平台。游戏将以买断制的形式发行，并可能有下载包。2023年8月20日，游戏科学在杭州举办线下试玩会，体验内容包括多个首领挑战以及独立的关卡片段。12月官方发布发售日预告，公布该游戏将登陆 PC、PS5 和 Xbox Series X/S 平台，也不排除支持可流畅运行的云游戏平台。
2024年2月，国家新闻出版署发布了當月国产网络游戏审批信息以及版号变更信息，包括《黑神话：悟空》在内的共111款游戏过审，标志着《黑神话：悟空》可以在中国大陆公开发售。5月，在WeGame游戏之夜上，官方公布游戏将同步上线WeGame平台。
2024年8月20日，《黑神话：悟空》正式发售，并发布四个版本：数字标准版、数字豪华版、实体豪华版和实体收藏版。
- 数字标准版：包含基础游戏。
- 数字豪华版：除了基础游戏，还提供游戏内的额外内容和精选数字原声音乐，额外内容包括兵器“铜云棒”，披挂“百戏傩面、百戏衬钱衣、百戏护手、百戏吊腿”和珍玩“风铎”。
- 实体豪华版：包含数字豪华版的啟動碼和一系列实体收藏品，收藏品包括：收藏铁盒、1:1紧箍咒、“乱蟠桃”画卷、风铎项链、雷榍指环、金乌徽章、邮票和明信片以及保修证书。
- 实体收藏版：同样包含数字豪华版的啟動碼和实体收藏品，收藏品包括：收藏铁盒、主角1:6可动人偶“直面天命”、“受心经”画卷、风铎项链、雷榍指环、金乌徽章、邮票和明信片以及保修证书。

实体豪华版和实体收藏版的啟動碼支持WeGame（京东购买）或Steam（海外购买），但所有版本均不包含实体光盘。游戏科学表示正在探索提供实体光盘的可能性，但由于线下资源有限，无法与游戏发布同步提供。
2025年6月6日，微软和游戏科学共同宣布本作即将于游戏发售一周年当日（2025年8月20日）登陆Xbox Series X/S平台，并将于6月18日开始预售。游戏科学还同时宣布预定于2025年6月18日当天发售国行PlayStation 5版游戏，早前已获国家新闻出版署追加平台信息审核。全平台同时开始八折优惠活动。

## 評價
| 汇总媒体             | 得分                   |
| -------------------- | ---------------------- |
| Metacritic           | PC：81/100 PS5：76/100 |
| OpenCritic（推荐率） | 80%                    |

| 媒体          | 得分   |
| ------------- | ------ |
| GamesRadar+   | [ 83 ] |
| GameSpot      | 8/10   |
| HardcoreGamer | 4.5/5  |
| IGN           | 8/10   |
| PC Gamer美国  | 87/100 |
| PCGamesN      | 8/10   |
| 3DMGAME       | 10/10  |
| 游民星空      | 10/10  |
| IGN中国       | 10/10  |
| GamingBolt    | 10/10  |
| COGconnected  | 93/100 |

Metacritic针对遊戲统计了各家媒体的评分，PC版的平均得分为81/100分，PS5版的平均得分为75/100分。IGN中国给游戏打出了10分的满分，认为游戏和国际知名的3A大作相比固然存在一定的差距，但游戏科学作为一家刚成立十年的公司游戏品质达到了相当的高度，可称得上是中国游戏行业的里程碑。
《黑神话：悟空》被认为是中国电子游戏产业向高端游戏和国际受众转型的一个重要因素。例如，在该游戏发布之前，《影之刃零》的总监梁其伟就表示，他认为这款游戏会大受欢迎，大家都在关注它，而这款游戏的成功将给其他國產3A遊戲带来信心，中华人民共和国外交部发言人毛寧在記者會上被問及该游戏時稱，這款遊戲反映了中国文化的吸引力，而文旅部門亦借助游戏宣传旅游。《數位時代》評論員陳建鈞表示中國大陸官方曾將電子遊戲視為「電子海洛因」，是諸多社會問題的根源，加上長期禁止家用主機進口，讓當地單機遊戲發展缺乏土壤，該作商業上的成功，也在中國大陸視為「難能可貴」。日本小島工作室與韓國《劍星》團隊等其他亞洲遊戲開發商多有祝賀，甚至全球首富伊隆馬斯克也合成自己的照片，參與《黑神話：悟空》的全球風潮。
《黑神話：悟空》的流行帮助提升PlayStation 5（PS5）的销量，在中国市场上，比如在阿里巴巴的天猫平台上，PS5成为电子游戏硬件销售榜的冠军。游戏还带动许多玩家前往游戏的取景地旅游。此外，游戏中的蜘蛛精四妹角色在B站、抖音等平台上成为热门的Cosplay对象。
《星島日報》和遊民星空報道遊戲WeGame版部分文案和角色名稱與Steam版不同，明顯遭到「和諧」，例如将所有的“酒”字改成“甘露”等。《星島日報》引述一些網民批評監管部門「思想陈旧落后，脱节不入流」。遊民星空引述玩家意見，反映WeGame版只修改了文案內容，「血池、残躯、骷髅头堆等元素」仍然保留。

### 销量
2024年6月，《黑神话：悟空》正式开启预购，截至发行当日，游戏预售额已达人民币4亿元。
游戏上线后迅速登顶Steam、WeGame等多个平台的销量榜首，在Steam平台，游戏在所有国家及地区的热销榜单中位列第一，同时位列全球第一。截止当日晚间，游戏在Steam平台上的同时在线玩家人数突破220万，位列当日全球在线玩家人数第一，亦成为该平台历史同时在线最多的单机游戏。对此，彭博社报道指出，这款游戏的迅速崛起可能在游戏行业中可留下重要的一席之地。遊戲也是2024年8月北美（美国和加拿大）、欧洲以及日本下载量最高的PlayStation 5游戏。
發售三天後，开发商游戏科学宣布全平台游戏销量已经超过1000万套，全平台上的同时在线玩家人数突破300万。首月銷售超過2000萬份，成為歷史上销售速度最快的游戏之一。实体豪华版和实体收藏版銷量方面，以京东为例，有70万人登记购买3万套的实体版本。
根据博主“国游销量榜 ”推算，2024年《黑神话：悟空》全年销量超过2800万份，销售额达到人民币90亿元。

### 奖项
| 日期 | 奖项       | 类别               | 结果 | 来源            |
| ---- | ---------- | ------------------ | ---- | --------------- |
| 2023 | Gamescom   | 最佳視覺效果       | 獲獎 | [ 127 ]         |
| 2023 | Gamescom   | 最佳史詩游戲       | 提名 | [ 127 ]         |
| 2024 | 泰國遊戲獎 | 年度遊戲           | 獲獎 | [ 128 ] [ 129 ] |
| 2024 | 泰國遊戲獎 | 最佳動作游戲       | 獲獎 | [ 128 ] [ 129 ] |
| 2024 | 泰國遊戲獎 | 最佳游戲指導       | 獲獎 | [ 128 ] [ 129 ] |
| 2024 | 泰國遊戲獎 | 最佳PC/主機游戲    | 獲獎 | [ 128 ] [ 129 ] |
| 2024 | 金摇杆奖   | 終極年度游戲       | 獲獎 | [ 130 ] [ 131 ] |
| 2024 | 金摇杆奖   | 最佳視覺設計       | 獲獎 | [ 130 ] [ 131 ] |
| 2024 | 直播者大奖 | 年度直播游戏       | 提名 | [ 132 ]         |
| 2024 | 游戏大奖   | 年度游戲 （GOTY）  | 提名 | [ 133 ]         |
| 2024 | 游戏大奖   | 最佳游戲指導       | 提名 | [ 133 ]         |
| 2024 | 游戏大奖   | 最佳藝術指導       | 提名 | [ 133 ]         |
| 2024 | 游戏大奖   | 最佳動作游戲       | 獲獎 | [ 133 ]         |
| 2024 | 游戏大奖   | 玩家之声           | 獲獎 | [ 133 ]         |
| 2024 | Steam大奖  | 年度最佳游戏       | 獲獎 | [ 134 ]         |
| 2024 | Steam大奖  | “纵使手残仍大爱”獎 | 獲獎 | [ 134 ]         |
| 2024 | Steam大奖  | “傑出劇情遊戲”獎   | 獲獎 | [ 134 ]         |

## 外部鏈接
- 官方网站